# Česko-britské vztahy
Česko britské-vztahy je zažitý zjednodušený název pro bilaterální vztahy mezi Českem a Spojeným královstvím, v širším smyslu i vztahy mezi Čechy a Brity obecně.
Česká republika má ve Spojeném království (společně se Slovenskem) velvyslanectví v Londýně a tři honorární konzuláty – v Cardiffu, Edinburghu a Newtownnards. Spojené království má ambasádu v Thunovském paláci v Praze.
Obě země jsou členy Organizace spojených národů i Severoatlantické aliance. Česko-britské vztahy lze označit za trvale velmi dobré.

## Dějiny česko-britských vztahů

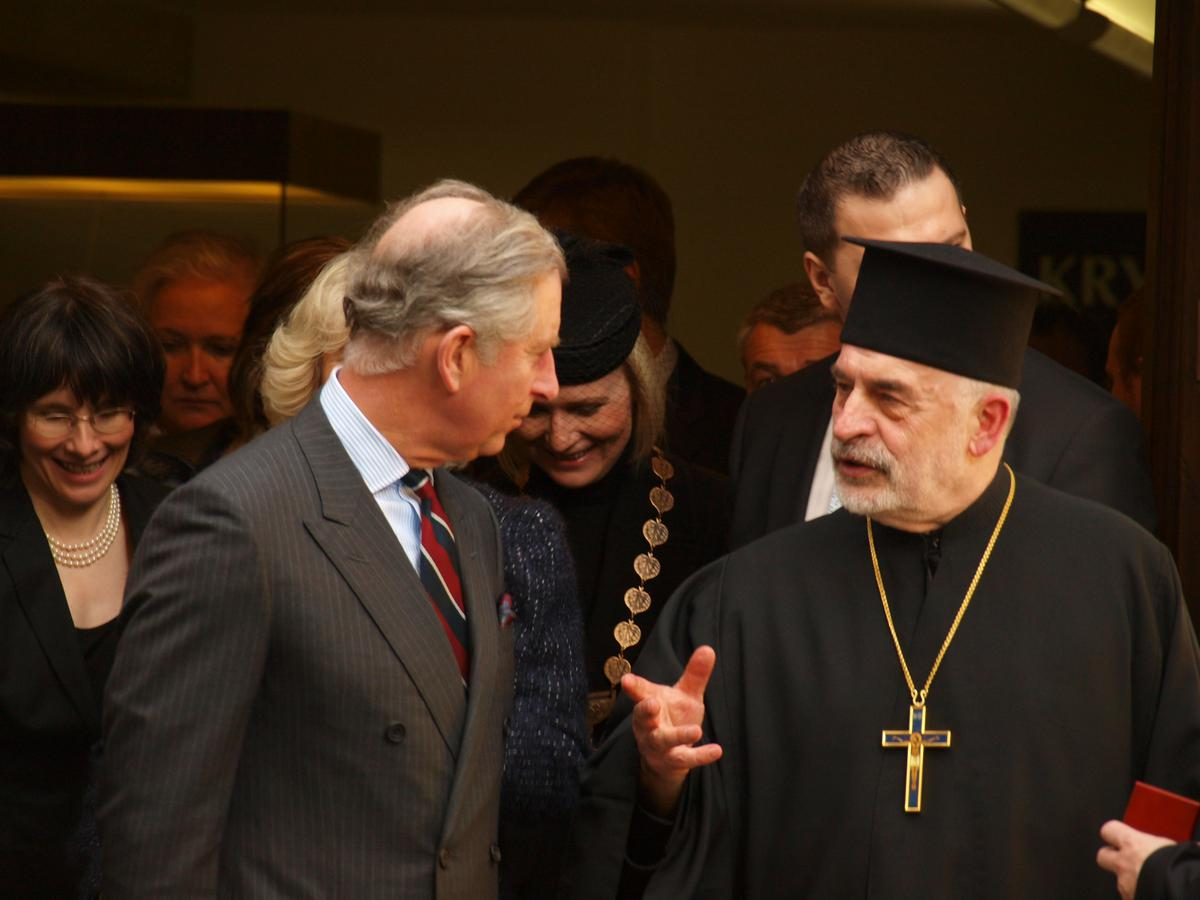
Princ Karel hovoří s o. Jaroslavem Šuvarským v pravoslavném chrámu svatých Cyrila a Metoděje u příležitosti výročí česko-britské operace Anthropoid, Praha březen 2010.

Oba národy navázaly styky již ve středověku, ty však byly poněkud omezeny geografickou vzdáleností obou zemí.
Alžběta Stuartovna, dcera anglického a skotského krále Jakuba I. (VI.) byla od roku 1613 manželkou českého "zimního" krále Fridricha Falckého. Po bitvě na Bílé hoře roku 1620 byli nuceni opustit české země. Jejich dcera Žofie Hannoverská se později stala matkou krále Jiřího I., prvního anglického panovníka z hannoverského rodu, od něhož se dodnes odvozuje následnictví britského trůnu (viz Act of Settlement 1701).
V první světové válce stálo Spojené království proti Rakousko-Uhersku, včetně Českého království. Britové také byli jedni z iniciátorů Versailleské smlouvy, díky níž vzniklo Československo.
Za tzv. první republiky sice země nebyly oficiálními spojenci, ale v Československu byl přítomen silný britský kulturní vliv (v módě, kinematografii ad.).
Mnichovská dohoda, kterou podepsal i britský ministerský předseda Neville Chamberlain, vztahy obou národů zhoršila. Mnozí Britové, například Winston Churchill, proti zradě protestovali. Během druhé světové války bojovalo v Britském královském letectvu více než 2500 Čechů. Mnozí z nich, jako František Peřina, patřili k nejlepším letcům vůbec.
| „                                              | Británie a Francie si mohly vybrat mezi hanbou a válkou. Vybraly si hanbu, budou mít válku. | “ |
| — Winston Churchill o Mnichovské dohodě (1938) |                                                                                             |   |

V letech 1946 až 1989 byly z geopolitického obě země navzájem v nepřátelském stavu – Československo bylo členem Varšavské smlouvy, Spojené království Severoatlantické aliance.
Po sametové revoluci postupně docházelo k navazování nových přátelských vazeb. Tento proces vyvrcholil vstupem České republiky do Severoatlantické aliance roku 1999.